# David W. Mack
Pour les articles homonymes, voir Mack.
Ne doit pas être confondu avec David Mack ou Mack David.
David W. Mack est un scénariste et dessinateur de comics américain.

## Biographie
David W. Mack étudie l'art et prend des cours de japonais. Durant ses années études, il fera deux rencontres décisives pour sa carrière.
En 1990, alors qu'il est au lycée, un représentant de l'école d'art de Cincinnati vient présenter l'école avec des œuvres réalisées par d'anciens élèves. Mack découvre alors le travail de Mike Parobeck. Réussissant à trouver l'adresse de l'artiste, il lui envoie un courrier accompagné de son comic book. Un échange épistolaire qui durera des années se met en place et Parobeck lui offre critiques et conseils pour s'améliorer. 
En parallèle, il rencontre un élève d'origine japonaise, Takashi Hattori, en cours de dessin et de peinture. Se liant d'amitié, les deux élèves s'entraident. Par le biais d'Hattori, Mack apprend le japonais et découvre la culture japonaise pour laquelle il se prend de passion. 
En 1994, il publie Kabuki alors qu'il est encore à l'école. Le Japon y est omniprésent. On y retrouve les théâtres Kabuki et Nô ainsi que l'origami. 

## Œuvres

### Dessinateur
- Daredevil, Vol. 2, #16–19, #50 (avec au scénario Brian Michael Bendis, 2000, 2003), #51–55
- Daredevil: End of Days #3, #6, #8
- Kabuki: Fear the Reaper – 1994[2]
- Kabuki: Circle of Blood (vol 1) #1–6[2]
- Kabuki: Dreams (vol 2) #1–4[2]
- Kabuki: Masks of the Noh (vol 3) #1–4[2]
- Kabuki: Skin Deep (vol 4) #1–4[2]
- Kabuki: Metamorphosis (vol 5) #1–9[2]
- Kabuki: The Alchemy (vol 7) #1–9[2] Marvel Comics
- Les Nouveaux Vengeurs #39 (avec au scénario Brian Michael Bendis, 2008)
- Grendel: Black, White & Red (Dark Horse Comics)[3]
- Reflections #1–15 (Image Comics & Marvel Comics)[4]
- Dream Logic #1–4 (Marvel Comics)

### Scénariste
- Daredevil, Vol. 2, #9–11, #13–15 (avec au dessin Joe Quesada, David Ross, 1999–2000)
- Daredevil Vol. 2 #51–55[5]
- Daredevil End of Days #1–8 (avec Brian Michael Bendis)
- Philip K. Dick's Electric Ant #1–5 (avec au dessin Pascil Alixe, 2010)
- SE7EN[6]
- Kabuki: Fear the Reaper – 1994[2]
- Kabuki: Circle of Blood (vol 1) #1–6 [2]
- Kabuki: Dreams (vol 2) #1–4[2]
- Kabuki: Masks of the Noh (vol 3) #1–4[2]
- Kabuki: Skin Deep (vol 4) #1–4[2]
- Kabuki: Metamorphosis (vol 5) #1–9[2]
- Kabuki: Scarab (vol 6) #1–8 [2]
- Kabuki: The Alchemy (vol 7) #1–9[2] (Marvel Comics)